# Вопи (Браневський повіт)
Вопи (пол. Wopy, нім. Woppen) — село в Польщі, у гміні Пененжно Браневського повіту Вармінсько-Мазурського воєводства.
Населення — 55 осіб (2011).
У 1975-1998 роках село належало до Ельблонзького воєводства.

## Демографія
Демографічна структура станом на 31 березня 2011 року:
|          | Загалом | Допрацездатний вік | Працездатний вік | Постпрацездатний вік |
| -------- | ------- | ------------------ | ---------------- | -------------------- |
| Чоловіки | 31      | 8                  | 21               | 2                    |
| Жінки    | 24      | 7                  | 12               | 5                    |
| Разом    | 55      | 15                 | 33               | 7                    |